# Мачта

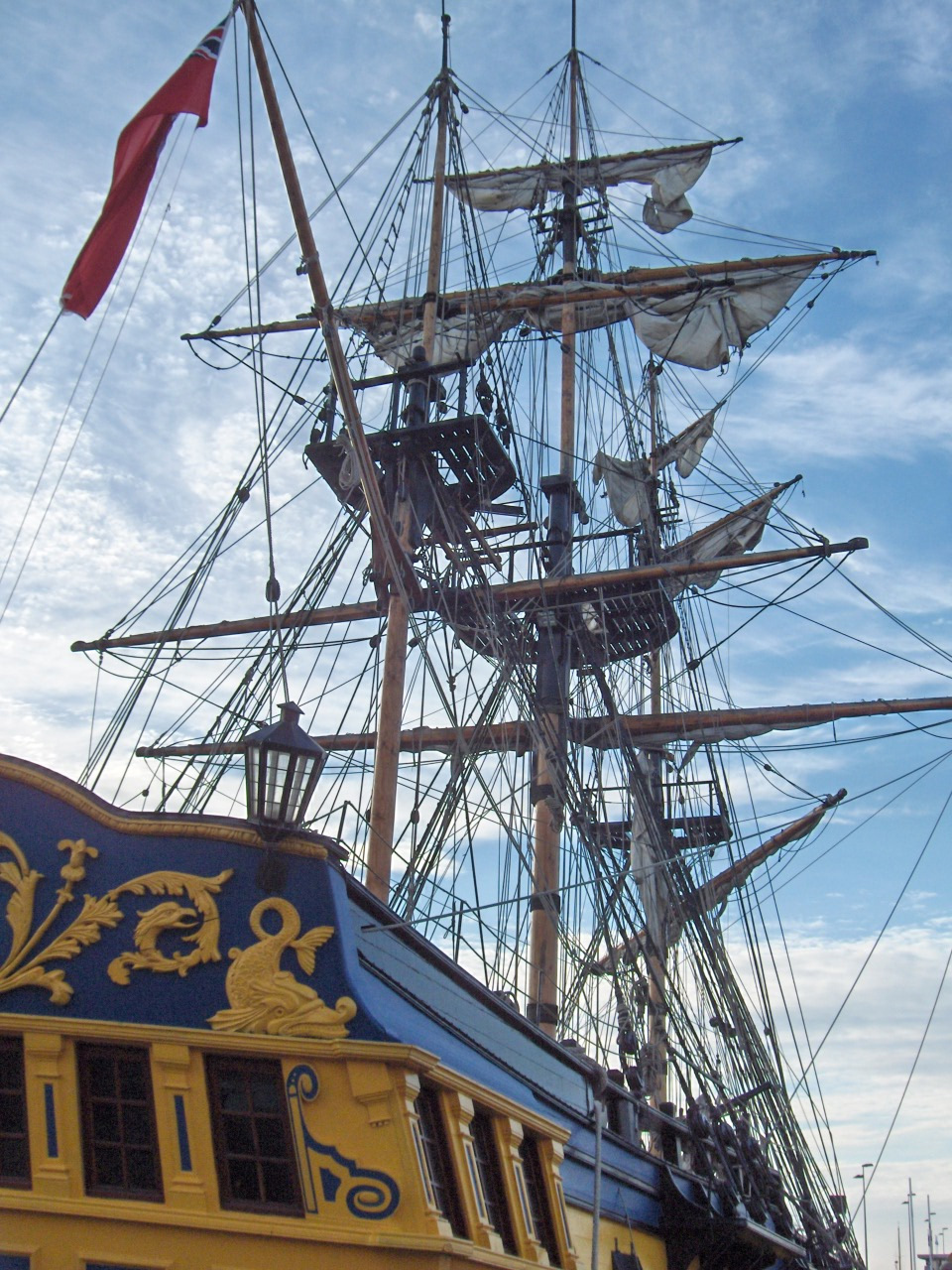
Мачты фрегата Grand Turk.

Ма́чта (ж.) (от нидерл. mast) — вертикально стоящая конструкция на паруснике (позднее — судне), обычно поддерживаемая оттяжками (вантами с выбленками), часть парусного вооружения на парусниках.
На Руси (в России) старинное название ма́чты (стоячее бревно на судне, для подъёма парусов) — ще́гла, а волжское — дерево. На окончание XIX столетия их бывало до трёх штук (а на больших пароходах и более):
- грот-мачта, середовая, посредине;
- фок-мачта, носовая;
- бизань-мачта, кормовая[1]. Мачта крепится к бортам корабля вантами, к носу штагом, немного уклонена к корме: и смотря по вооружению, она бывает:
- одноколенная (например на расшивах, где она сложена в толщину из трёх дерев от 10 до 13 саженей длины);
- коленчатая, где второе колено называют стеньгою, третье брамстенгою, которая оканчивается флагштоком, или, на Волге, шпилем[1].

## История
В период развития цивилизаций совершенствовались и их речные и морские дела. Первоначально мачты для плаванья под парусом на плавсредствах (плотах, лодках, кораблях и судах) строились из одного ствола дерева, и были они высотой не более 10 — 11 саженей в зависимости от плавательного средства. 
В древности мачты военных кораблей, в эпоху парусного флота, играли чрезвычайно важную роль, как главная часть судового двигателя, а  также служили для тактических целей, для устройства перекидных мостов, при абордаже (смотреть «Ворон»), или возвышенных платформ для обстреливания противника.
С развитием кораблестроения менялся и тип мачт, так с XVII столетия мачты стали увеличивать путём последовательного добавления вверху отдельных бревен, так называемых стенег, и сначала наращивалась одна стеньга, затем вторая (брам-стеньга) и, наконец, третья (бом-брам-стеньга).
С XVIII столетия вначале в военном, а потом и в торговом флоте мачты стали подкреплять дополнительными наделками — шкало, также скреплёнными с мачтой вулингами.

## Мачты парусных судов
Первоначально мачта представляла собой цельный деревянный столб, укреплённый в гнезде палубы и поддерживаемый растяжками — поперечными вантами и продольными штагами. С увеличением числа парусов мачта стала составной (см. стеньга), с переходом на тепловые двигатели обрела форму треноги, ажурной или пустотелой металлической башни. Нижняя часть мачты называется «шпорой», верхняя — «топом».
Мачты малых старинных судов обычно изготовляли из одного целого ствола дерева — мачты-однодревки.
Нижняя часть мачты, соединённая непосредственно с судном — нижняя мачта.
Обычно для парусных судов изготовляли из пихты или других лёгких смолистых пород деревьев: пинии, американской смолистой сосны.
Приблизительно до XIX века нижние мачты парусных судов и бушприт изготовляли из нескольких брусьев, сблоченных друг с другом и стянутых бандажами — вулингами (5—6 шлагов троса, положенного вокруг мачты), а с XVIII века — железными обручами — бугелями (могли быть и деревянными). Надевали их на мачту в горячем состоянии. Такой рангоут называли «составным».

### Виды мачт

#### Фок-мачта
Первая, считая от носа к корме, мачта на судне с двумя или более мачтами.

Составная мачта

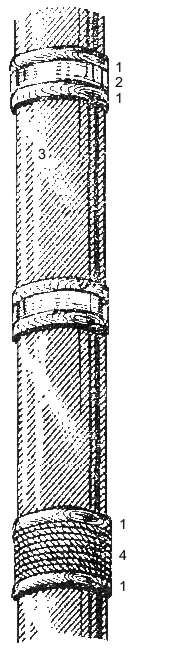
Крепление составной мачты: 1-деревянный бугель; 2-железный бугель; 3-мачта; 4-вулинг

#### Грот-мачта
Обычно вторая мачта, считая от носа судна. На двухмачтовых судах наиболее высокая мачта вне зависимости от её местоположения. На трехмачтовом корабле первая от носа корабля мачта называется «фок-мачтой», вторая — «грот-мачтой», третья — «бизань-мачтой». На четырёх- и более мачтовых судах — вторая, третья и остальные мачты между первой (фок-мачтой) и кормовой (бизань-мачтой), во избежание путаницы при работе различаются порядковыми номерами («первая грот-мачта», «вторая грот-мачта»), считая от носа к корме. Например, российский учебный четырёхмачтовый барк «Крузенштерн» имеет фок-мачту, первую грот-мачту, вторую грот-мачту и бизань-мачту. Грот-мачта может быть и единственной (суда с парусным вооружением «шлюп», «тендер»).

#### Бизань-мачта
«Биза́нь-ма́чта» (от нидерл. bezaansmast) — название кормовой мачты на трёх- и более мачтовом судне. На трёхмачтовых судах бизань всегда третья, на многомачтовых — последняя, а все мачты между бизань-мачтой и фок-мачтой обычно называются «грот-мачтами» и различаются порядковым номером. Есть из этого правила исключения, так, например, на четырёхмачтовых каракках и галеонах было две бизань-мачты (обычная и «малая бизань» или бонавентура). Кормовая мачта на двухмачтовом судне также может называться «бизань-мачтой», если носовая значительно её больше и находится в середине судна.
Приставка «крюйс» означает принадлежность элемента рангоута или такелажа к бизань-мачте, например, «крюйс-стеньга».

### Техника изготовления
Вокруг нескольких главных брусьев — шпинделей, проходящих по всей длине мачты, накладывается ряд сегментов — фиш. Пустые пространства заполняли заделками — чиксами, а весь блок скрепляли при помощи бугелей.
С XVIII века вначале в военном, а потом и в торговом флоте мачты стали подкреплять дополнительными наделками — шкало, также скреплёнными с мачтой вулингами.

### Выбор места расположения
Выбор места расположения мачт существенно влияет на оптимальное использование парусов, поэтому ведущие мореходные державы накопили свой ценный опыт, который и являлся своеобразным стандартом при постройке новых кораблей. Для британских военных судов (англ. Royal Navy) Д. Стил со ссылкой на «Морской словарь» и «Новый морской словарь» Фалконера приводит следующие правила для положения центров нижних концов мачт: фок-мачту ставить на 1/9 длины орлопдека (нижней палубы), грот-мачту на 5/9 и бизань-мачту — на 17/26.
Х. Л. Дюмальде Монсо для французских судов указывает, что фок-мачта своим передним краем должна стоять на нижнем конце кницы штевня (приблизительно на 1/10 длины судна, считая с носа).
Положение грот-мачты определяли, исходя из расчёта 7,5…8 линий на каждый фут длины судна позади миделя, либо отсчитывая 4 линии на каждый фут длины судна позади миделя.
Для бизань-мачты Монсо приводит случай, когда её передний край был установлен между пятой и шестой частями длины судна, причём её кормовой край находился в 2/3 наибольшей ширины судна (считая по нижней палубе от шпунта ахтерштевня).
Для судов торгового флота таких строгостей не придерживались, в большинстве случаев грот-мачта находилась вблизи миделя, а фок- и бизань-мачты ставили произвольно.
Наклон нижних мачт зависел от дифферента судна, однако в большинстве случаев мачты были наклонены назад. Судостроители полагали, что на коротких и широких судах мачте, стоящей вблизи середины стоит давать больший наклон назад, а на длинных судах лучше иметь мачты стоящие вертикально, так как наклонённые мачты своим весом нагружают пяртнерсы, вследствие чего возникала опасность, что под действием ветра они расколются или сломаются.
Бриги и другие суда с двумя мачтами имели грот-мачту, удалённую от головы штевня примерно на 2/3 их общей длины. Фок-мачта находилась на 3/20 этой длины. Наклон грот-мачты устанавливался в 3/4 дюйма на ярд длины мачты от киля до стень-эзельгофта, у фок-мачты — 1/8 дюйма на ярд длины мачты.
На тендерах и других судах с одной мачтой наклон составлял 1,5 дюйма на ярд длины мачты, а бушприт стоял почти горизонтально.

### Материал
В качестве основного материала для изготовления мачт применялась ель, массово произраставшая в лесах Восточной Европы и Северной Америки. А. Рисс указывал, что до войны за независимость все большие мачты английских судов (в первую очередь боевых кораблей) изготовлялись из сосны Новой Англии, как наиболее высокой и пригодной для данной цели. После того, как поставки прекратились, английский флот стал применять мачты из рижской сосны. Учитывая что самые большие деревья редко были толще 24 дюймов, в основном 19…21, составные мачты изготавливали из большего количества частей, что вкупе с большим весом восточно-европейской древесины утяжеляло мачту почти на четверть веса, что в свою очередь требовало большей остойчивости судна. В результате, мачты предварительно тщательно проектировали на чертёжной доске.

### Мачты по конструкции
Различают мачты-однодревки и составные.

#### Мачты-однодревки
Мачты-однодревки изготавливались из ствола одного дерева, быстрее рассыхались и растрескивались, поэтому их ставили на малых судах либо только как стеньгу на больших. Их крепили железными бугелями (как и составные мачты), и по своему исполнению (фиши) они повторяли составные мачты.
Иногда на малых судах, таких как тендеры и им подобные, нижняя мачта и стеньга выполнялась из одной штуки дерева, с чиксами, «стопом» и четырёхугольным топом, причём верхняя треть или четверть мачты представляла стеньгу.
Иногда мачта таких судов состояла из нижней мачты и стеньги и имела и салинг марса и стень-эзельгофт.

#### Составные мачты
Составная мачта обладает большей, по сравнению с мачтой-однодревкой, эластичностью и позволяет изготовить её соответствующей длины.

## Мачты современных судов
Греческий бункеровщик «ΑΓΙΑ ΖΩΝΗ III» с трубой-мачтой. Обе фотографии от 27 января 2007 года.
На современных непарусных стальных кораблях и судах мачты утеряли роль основы для установки парусного вооружения, постов наблюдения и служат:
- для несения опознавательных знаков страны, пароходства, компании, наличия лоцмана на борту и прочее путём поднятия флагов государства, компании, а также вымпелов и сигнальных флагов;
- для несения опознавательных знаков о состоянии судна днём путём поднятия специальных флагов и фигур — лоцман на борту, карантин, учебная тревога, пожар на борту, прохожу транзитом, мои машины работают на задний ход, я не управляюсь держитесь в стороне от меня и так далее;
- для несения опознавательных знаков о состоянии судна ночью путём включения набора специальных огней на мачте ночью — набор специальных огней называют термином «ёлка»;
- для отдачи дани уважения государству, в водах которого судно находится, или личности прибывшей на судно — путём поднятия государственного флага этой страны или флага, вымпела этой личности;
- для приветствия проходящего мимо судна — путём приспускания флага своего государства и обратного подъёма флага;
- для визуальной связи путём поднятия флагов, вымпелов, сигнальных фигур;
- для установки звуковых сигнальных устройств для связи и обозначения состояния судна и его действий;
- для установки переднего и заднего топовых навигационных огней;
- для световой связи азбукой морзе или по договорённости используя сигнальную лампу на клотике (верхней точке мачты);
- для установки прожекторов для палубного освещения (чем выше прожектор, тем большую площадь он освещает);
- поддержки растянутых между мачтой(-ами) и конструкциями судна радиоантенн большой площади (с появлением спутниковой связи эта функция почти утрачена);
- установки на мачтах, как наиболее высокого места на судне, антенн различных видов радиосвязи, антенн радиолокаторов и антенн прочих навигационных приборов;
- для поддержания грузовых устройств (грузовых стрел, в частности), но эта функция сегодня уже мало применяется в связи с большим использованием кранов;
- для отдания последней дани уважения находящемуся на судне покойнику и обозначения, что на судне покойник — приспускается государственный флаг.

На речных судах мачты выполняют складывающимися для обеспечения прохода под низкими мостами.